# 玉村郵便局
玉村郵便局（たまむらゆうびんきょく）は群馬県佐波郡玉村町にある郵便局。民営化前の分類では集配普通郵便局であった。

## 概要
住所：〒370-1199 群馬県佐波郡玉村町下新田507-2
民営化直前の集配業務再編において、多くの集配普通郵便局は統括センターとなったが、当局は配達センターとされたため、民営化後も郵便事業株式会社の支店は併設されず、集配センターが併設された。

## 沿革
- 1873年（明治6年）7月1日 - 玉村郵便取扱所として開設[1]。
- 1875年（明治8年）1月1日 - 玉村郵便局（五等）となる。
- 1883年（明治16年）5月16日 - 為替・貯金取扱を開始。
- 1903年（明治36年）3月6日 - 玉村郵便電信局となる。
- 1903年（明治36年）4月1日 - 通信官署官制の施行に伴い玉村郵便局となる。
- 1967年（昭和42年）3月23日 - 電話交換事務を伊勢崎電報電話局に移管[2]。
- 1967年（昭和42年）9月19日 - 倉賀野郵便局から和文電報配達業務の一部[3]を移管。
- 1971年（昭和46年）8月1日 - 飯倉簡易郵便局の廃止に伴い、取扱事務を承継。
- 1973年（昭和48年）1月24日 - 京ヶ島郵便局から和文電報配達業務の一部[4]を移管。
- 2002年（平成14年）8月1日 - 特定郵便局から普通郵便局に局種別改定。
- 2007年（平成19年）10月1日 - 民営化に伴い、併設された郵便事業高崎支店玉村集配センターに一部業務を移管。
- 2012年（平成24年）10月1日 - 日本郵便株式会社の発足に伴い、郵便事業高崎支店玉村集配センターを玉村郵便局に統合。

## 取扱内容
- 郵便、印紙、ゆうパック、内容証明
- 貯金、為替、振替、振込、国際送金、国債、投資信託
- 生命保険、バイク自賠責保険、自動車保険、がん保険、引受条件緩和型医療保険
- ゆうちょ銀行ATM
- 佐波郡玉村町内の集配業務

## 風景印
- 表記は『玉村』
- 図案は『利根川』・『福島橋』・『赤城山』・町の花『薔薇』
- 使用開始日は2002年（平成14年）8月1日

## 周辺
- 玉村町役場
- 玉村町立図書館
- 群馬県立女子大学
- 利根川

## アクセス
- 永井バス 玉村町役場入口停留所下車
- 北関東自動車道 前橋南ICから南東へ約4km
- 国道354号沿い
- 駐車場あり：13台